# Clusia clarendonensis
Clusia clarendonensis är en tvåhjärtbladig växtart som beskrevs av Nathaniel Lord Britton. Clusia clarendonensis ingår i släktet Clusia och familjen Clusiaceae. Inga underarter finns listade i Catalogue of Life.